# WRS
Andrei-Ionuț Ursu (romunska izgovorjava: [anˈdrej joˈnuts ˈursu]), bolj znan pod umetniškim imenom WRS, romunski plesalec, pevec in tekstopisec *16. januar 1993. 
Preden je začel svojo pevsko kariero je deloval kot plesalec za pevce kot so Inna, Antonia Iacobescu in Carla's Dreams. Januarja 2020 je podpisal pogodbo z glasbeno založbo Global Records in začel pisati elektro-pop glasbo pod umetniškim imenom WRS.

## Življenje in kariera
Andrei-Ionuț Ursu se je rodil v Buzăuu v Romuniji, dne 16. januarja 1993. S plesom se je začel ukvarjati pri 12 letih.
Leta 2015 je začel svojo glasbeno pot v fantovski zasedbi Shot. Po dveh letih je zapustil zasedbo, se preselil v London, kjer je začel skladati glasbo. WRS je januarja 2020 debitiral s pesmijo »Why«.
WRS bo zastopal Romunijo na tekmovanju za pesem Evrovizije 2022 v Torinu v Italiji s pesmijo »Llámame«.

## Diskografija

### EP
- »Mandala« (2022)

### Pesmi
- »Why« (2020)
- »No Weight« (2020)
- »Hadi« (2020)
- »La răsărit« (2020)
- »All Alone« (2020)
- »Amore« (skupaj s İlkan Günüç) (2021)
- »Maui« (Skupaj s Killo Fonic) (2021)
- »Tsunami« (2021)
- »Leah« (Skupaj s Iraido) (2021)
- »La Luna« (2022)
- »Dalia« (2022)
- »Don't Rush« (2022)
- »Llámame« (2022)